# Desmanthus topsenti
Desmanthus topsenti är en svampdjursart som beskrevs av Jörn Hentschel 1912. Desmanthus topsenti ingår i släktet Desmanthus och familjen Desmanthidae.
Artens utbredningsområde är havet kring Indonesien. Inga underarter finns listade i Catalogue of Life.